# Hermann Grapow
Hermann Grapow /'gʀa:po:/ (Rostock, 1º settembre 1885 – Berlino, 24 agosto 1967) è stato un egittologo tedesco.

## Biografia
Motivato dalla lettura del libro Die Blütezeit des Pharaonenreichs ("L'epoca d'oro del regno dei faraoni") di Georg Steindorff, ha iniziato a imparare l'egizio quando era ancora studente liceale, ricopiando l'Ägyptisches Glossar di Adolf Erman. Grapow è presentato a Erman personalmente da Heinrich Schäfer nel 1905 e nel 1906 comincia gli studi di egittologia, sotto la guida di Erman, all'Università di Berlino. Nel 1912 discute una tesi di dottorato intitolata Das 17. Kapitel des ägyptischen Totenbuches und seine religionsgeschichtliche Bedeutung ("Il 17º capitolo del Libro dei morti egizio e il suo significato storico-religioso"). Già dal 1907 collaborava alla realizzazione del Wörterbuch der ägyptischen Sprache, diventando progressivamente un assistente insostituibile. Era responsabile della classificazione e dello smistamento degli 1,4 milioni di schede dei riferimenti.
Per lavorare a questo progetto, l'Accademia delle Scienze di Berlino nel 1922 lo nomina collaboratore scientifico titolare. Grazie all'influenza di Erman, nel 1928 è nominato professore associato (Honorarprofessor) all'Università di Berlino dove, dal 1929, tiene dei corsi al fianco di Kurt Sethe. Alla morte di Sethe, nel 1934, assume temporaneamente la direzione della sezione di egittologia. Dopo essere entrato nel 1937 nel Partito nazionalsocialista tedesco, nel 1938 è nominato professore titolare. Nel 1940 è nominato decano della Facoltà di Filosofia e nel 1943 vicerettore (Prorektor) dell'Università di Berlino.
L'8 giugno 1938 è nominato membro titolare dell'Accademia delle Scienze di Berlino e segretario ad interim della relativa sezione filosofico-storica. Dal 1943 al 1945 è vicepresidente dell'Accademia. Nel 1947 fonda, insieme all'orientalista Richard Hartmann e a Diedrich Westermann, l'Istituto di ricerca orientale dell'Università di Berlino, di cui diventerà direttore a partire dal 1956 succedendo a Hartmann. Nel 1953 e nel 1959 riceve il Premio nazionale della Repubblica Democratica Tedesca.
Dopo la Seconda guerra mondiale, Grapow continua a lavorare al completamento del Wörterbuch der ägyptischen Sprache. Al termine dell'impresa, si concentra sulla seconda fatica della sua vita, l'edizione dei testi medici egizi. Sei anni dopo la sua morte, nel 1973, viene pubblicato il nono e ultimo volume dei Grundrisse der Medizin der alten Ägypter ("Fondamenti della medicina degli antichi Egizi").

## Opere
- Die bildlichen Ausdrücke des Ägyptischen, Hinrichs, Lipsia, 1924; Wissenschaftliche Buchgesellschaft, Darmstadt, 1983.
- (con Adolf Erman) Wörterbuch der ägyptischen Sprache, 7 volumi, Akademie Verlag, Berlino, 1961.
- Anatomie und Physiologie, Akademie Verlag, Berlino, 1954
- Kranker, Krankheiten und Arzt : Vom gesunden und kranken Ägypter, von den Krankheiten, vom Arzt und von der ärztlichen Tätigkeit, Akademie Verlag, Berlino, 1956
- Die medizinischen Texte in hieroglyphischer Umschreibung autographiert, Akademie Verlag, Berlino
- (con Hildegard von Deines) Wörterbuch der ägyptischen Drogennamen, Akademie Verlag, Berlino, 1959
- Wie die alten Ägypter sich anredeten, wie sie sich grüßten und wie sie miteinander sprachen, Akademie Verlag, Berlino, 1960
- (con Hildegard von Deines, Wolfhart Westendorf) Grundriss der Medizin der alten Ägypter, Akademie Verlag, Berlino